# Michael Joseph Kaniecki
Michael Joseph Kaniecki SJ (* 13. April 1935 in Detroit; † 6. August 2000) war ein US-amerikanischer Ordensgeistlicher und römisch-katholischer Bischof von Fairbanks.

## Leben
Michael Joseph Kaniecki trat dem Jesuitenorden bei und empfing am 5. Juni 1965 das Sakrament der Priesterweihe.
Papst Johannes Paul II. ernannte ihn am 8. März 1984 zum Koadjutorbischof von Fairbanks. Der Bischof von Fairbanks, Robert Louis Whelan SJ, spendete ihm am 1. Mai desselben Jahres die Bischofsweihe; Mitkonsekratoren waren der Erzbischof von Anchorage, Francis Thomas Hurley, und der Bischof von Juneau, Michael Hughes Kenny.
Mit dem Rücktritt Robert Louis Whelans am 1. Juni 1985 folgte er diesem als Bischof von Fairbanks nach.